# Ana Bacalhau
Ana Sofia Dias da Costa Bacalhau (Lisbona, 5 novembre 1978) è una cantante portoghese.

## Biografia
Divenne celebre come cantante nel gruppo musicale Deolinda, specializzato nel fado e nella musica tradizionale.
A 15 anni iniziò a suonare la chitarra e a cantare. Fu cantante del gruppo Lupanar, insieme a colleghi della Facoltà di Lettere, di cui fu membro fondatore. Proprio con questa band incise un CD (Abertura, 2005) e partecipò all'album tributo a Carlos Paredes.
Si è laureata in Lingue e Letterature Moderne, con specializzazione in lingua portoghese e lingua inglese, conseguendo inoltre un titolo magistrale in scienze documentarie .
Ha cantato inoltre in un trio jazz e Blues chiamato Tricotismo,  col quale si esibì in alcuni bar e in un hotel.
È sposata col contrabbassista José Pedro Leitão, a sua volta membro del gruppo Deolinda.
Ha lavorato come archivista fino al marzo del 2009, anno in cui lasciò la professione per dedicarsi professionalmente al gruppo Deolinda.
A partire dal novembre 2011, inizia una collaborazione come giornalista per la rivista Notícias Magazine.
Su iniziativa dell'ONU l'8 marzo 2013, giornata internazionale della donna, il singolo "One Woman" registrato da cantanti e musicisti di 20 nazionalità diverse. La cantante ha rappresentato il Portogallo. Altri partecipanti furono Angelique Kidjo (Benin), Anoushka Shankar (India), Rokia Traoré (Mali), la spagnola Concha Buika e la brasiliana Bebel Gilberto.
Nel dicembre del 2013, debutta con l'album solista "15", esibendosi in sei concerti nella Casa della Musica e al Teatro São Luiz, proponendo alcune delle canzoni che più la hanno segnata a partire dai suoi 15 anni.
Partecipa inoltre ad un concerto collettivo in onore di Joni Mitchell.
Incide due canzoni nel 2º volume "Voz & Guitarra" dove rivisita temi del gruppo Clã (Sexto Andar), di Fernando Tordo e di Ary dos Santos (Estrela da Tarde).
Nel mese di marzo 2004 si esibisce a Lisbona, a piazza Rossio, come ospite di Mafalda Veiga, cantando "Because The Night", di Patti Smith.
Nel 2014 duetta con la cantante capoverdiana Teté Alhinho su B. Leza e si unisce alla cantante Jazz Joana Machado e a Rita Redshoes, al concerto di lancio dell'album "Blame It On My Youth", di Joana Machado, presso il Centro Culturale Olga Cadaval.
È uno dei nomi indicati per la campagna di crowdfunding del film di Nuno Markl dove si distinguerà come attrice. Si esibisce dal vivo con i They're Heading West alla Casa Independente e come solista al Festival Caixa Alfama del 2014.
Collabora col pianista Júlio Resende al progetto “O Bairro” presentato il 10 gennaio 2015 nello spazio OndaJazz, presso la Fábrica Braço de Prata, a Lisbona. Ancora nel 2015 partecipa all'album "Cumplicidades" del Maestro António Chainho dove registra una canzone con testo di sua penna, "Certo Dia". Partecipa anche al singolo "O Que Mais Custa" con gli Ala dos Namorados.
Si presenta dal vivo a San Paolo, nei giorni 8 e 10 maggio 2015, per due concerti inseriti nel progetto "As Margens dos Mares"..
Con Aldina Duarte, Cuca Roseta, Gisela João, Manuela Azevedo, Marta Hugon, Rita Redshoes e Selma Uamusse canta il brano "Cansada" scritto da  Rodrigo Guedes de Carvalho.
Partecipa, presso il Terreiro do Paço, a Lisbona, alla seconda giornata dello show Voz & Guitarra, che chiude le Feste di Lisboa '15. Anche nel luglio 2015 partecipa ai "500 Anos ao Tom D'Ela" insieme a Samuel Uria, Filipe Melo, Corda Língua e una serie di artisti locali, a Tondela, per la celebrazione dei 500 Anni del Foral de Besteiros. Samuel Úria ha invitato successivamente Ana Bacalhau e Manel Cruz per un concerto a Estarreja.
Viene invitata a collaborare all'album "Está Tudo Dito" dei Marafona (2016). Viene pubblicato un nuovo disco dei Deolinda e partecipa ai concerti in omaggio alla cantante Dina.

## Progetti
Gruppi
- Deolinda (2006-)
- Tricotismo (2003- 2006)
- Lupanar (2001-2006)

Solista
- Voz & Guitarra 2 (2013) - Estrela Da Tarde / Sexto Andar

## Collaborazioni
Incise
- Anaquim - "O Meu Coração" (As Vidas dos Outros, 2010)
- Gaiteiros de Lisboa - "Os Palácios da Rainha" (Avis Rara, 2012)
- António Chainho - Certo Dia (Sony, 2015)
- Ala dos Namorados - O Que Mais Custa (2015)
- They're Heading West - The Fox (2015)
- Marafona

Altre
- X-Wife - Tema "Across the Water", Concerto comemoração 10 anos, Lisboa (2012)
- Vinicius Cantuaria e Pierre Aderne - Concerto no Centro Cultural Vila Flor, em Guimarães (2013)
- Xutos e Pontapés - "Festa do Avante" (2013)
- Participação no Tributo a Joni Mitchell, em "For The Roses" e "Amelia" - Concerto no CCB, Lisboa, (2013)
- Mafalda Veiga - "Because The Night", de Patti Smith, concerto como convidada especial, Praça do Rossio, Lisboa (2014)
- Teté Alhinho - "Beju Furtado" e "C'Lamor" - Concerto no B.Leza, Lisboa (2014)
- Joana Machado - "Even Flow" e em trio, com Rita Redshoes, "Unravel" - Concerto no Centro Cultural Olga Cadaval, Sintra (2014)